# Cybaeota nana
Cybaeota nana är en spindelart som beskrevs av Chamberlin och Ivie 1937. Cybaeota nana ingår i släktet Cybaeota och familjen vattenspindlar. Inga underarter finns listade i Catalogue of Life.